# Canton de Boën-sur-Lignon
Le canton de Boën-sur-Lignon est une circonscription électorale française située dans le département de la Loire et la région Auvergne-Rhône-Alpes.

## Géographie
Ce canton est organisé autour de Boën-sur-Lignon dans les arrondissements de Montbrison et Roanne. Son altitude varie de 281 m (Bully) à 1 631 m (Sauvain).

## Histoire
Créé au XIXe siècle sous le nom de « canton de Boën », il a été renommé en « canton de Boën-sur-Lignon » en 2012, à la suite du changement de nom de son chef-lieu.
Un nouveau découpage territorial de la Loire entre en vigueur à l'occasion des élections départementales de 2015. Il est défini par le décret du 26 février 2014. Dans la Loire, le nombre de cantons passe ainsi de 40 à 21. Le canton de Boën-sur-Lignon est agrandi par ce décret, passant de 18 à 55 communes.
À la suite de la création de communes nouvelles en 2016 et 2019, ce nombre est de 51.

## Représentation

### Conseillers d'arrondissement (de 1833 à 1940)
| Période                                  | Période      | Identité                                           | Étiquette   | Qualité |
| ---------------------------------------- | ------------ | -------------------------------------------------- | ----------- | --- |
| 1833                                     | 1842         | Jean Claude Rivière-Fay                            |             | Avocat, maire de Boën                                                                                       |
| 1842                                     | 1845         | Jean Marie Joseph Coupat (1801-1851)               |             | Notaire à Boën, propriétaire à L'Hôpital-sous-Rochefort                                                     |
| 1845                                     | 1867         | Jean Antoine Dutreyve (du Treyve) de Saint-Sauveur |             | Rentier, maire de Sainte-Agathe-la-Bouteresse                                                               |
| 1867                                     | 1870         | Jean Claude Syveton                                |             | Notaire, maire de Boën (1863 à 1870)                                                                        |
|                                          |              |                                                    |             | |
|                                          | 1903 (décès) | Joannès Marion (1855-1903)                         |             | Propriétaire à Boën                                                                                         |
| 15 mars 1903                             | 1914 (décès) | Émile Reymond                                      | Républicain | Médecin et aviateur, sénateur (1910-1914) Mort pour la France                                               |
| 1914                                     | 1919         | siège vacant                                       |             | |
| 1919                                     | 1920         | Émile-Jean Mandrillon                              | Radical     | Industriel à Boën                                                                                           |
| 1920                                     | 1937         | Auguste Deschamp                                   | Radical     | Maire de Sainte-Agathe-la-Bouteresse                                                                        |
| 1937                                     | 1940         | M. Morel                                           | Radical     | |
| 1940                                     |              |                                                    |             | Les conseils d'arrondissement ont été suspendus par la loi du 12 octobre 1940 et n'ont jamais été réactivés |
| Les données manquantes sont à compléter. |              |                                                    |             | |

### Conseillers généraux de 1833 à 2015
| Période | Période          | Identité                                        | Étiquette                               | Qualité |
| ------- | ---------------- | ----------------------------------------------- | --------------------------------------- | --- |
| 1833    | 1842             | François de Bastard, comte d'Estang (1783-1844) |                                         | Président en la Cour de Cassation Pair de France |
| 1842    | 1842             | Jean-Claude Rivière-Fay (1772-1851)             |                                         | Avocat, maire de Boën (1828-1848), conseiller d'arrondissement |
| 1842    | 1852             | François Mondon                                 |                                         | Propriétaire, juge au Tribunal civil de Montbrison Maire de Marcilly                                                                                               |
| 1852    | 1871 (décès)     | Jean-Louis de Chabert de Boën (1806-1871)       |                                         | Propriétaire, maire de Boën |
| 1871    | 1883             | Antoine Grange                                  | Républicain                             | Maire de Boën (1870-1871) |
| 1883    | 1889             | Jean-Baptiste Grenier                           | Républicain opportuniste                | Notaire à Boën |
| 1889    | 1892 (démission) | André Gardan                                    |                                         | Huissier, juge de paix Maire de Boën |
| 1893    | 1913             | Durand dit Philippe Raymond                     | Républicain                             | Maire de Boën (1892-1911) |
| 1913    | 1919             | Jean-Marie Servaud                              |                                         | Négociant - Maire de Boën (1911-1924) |
| 1919    | 1920 (invalidé)  | Louis Gauchon                                   | Concentration républicaine démocratique | Industriel à Boën |
| 1920    | 1937             | Émile-Jean Mandrillon                           | Rad.                                    | Percepteur, puis industriel Maire de Boën (1924-1933), conseiller d'arrondissement Député (1924-1928)                                                              |
| 1937    | 1940             | Auguste Deschamp                                | Rad.                                    | Maire de Sainte-Agathe-la-Bouteresse, conseiller d'arrondissement                                                                                                  |
|         |                  |                                                 |                                         | |
| 1945    | 1949             | Noël Pangaud                                    | Mouvement des Prisonniers               | Cultivateur à Bussy-Albieux puis commerçant à Feurs |
| 1949    | 1970             | Michel Jacquet                                  | CNI puis RI                             | Négociant Maire de Saint-Étienne-le-Molard (1943-1976) Député (1952-1976)                                                                                          |
| 1970    | 1976             | Robert Varinier (1911-1994)                     | PSU                                     | Conseiller municipal de Boën |
| 1976    | 1982             | Jean-Pierre Blanchet                            | DVD                                     | Chirurgien-dentiste Maire de Boën Sénateur (1967-1974) |
| 1982    | 1988             | André Roche                                     | DVD                                     | Chef d'entreprise et conseiller municipal à Boën |
| 1988    | 2015             | Lucien Moullier                                 | PS puis GE puis DVG puis PRG            | Professeur d'Anglais, Maire de Boën-sur-Lignon (1977-1989 et 1995-2014), conseiller régional (1986 - 1998) Président de la Communauté de communes du Pays d'Astrée |

### Conseillers départementaux à partir de 2015
| Période élective | Période élective | Mandat | Mandat   | Identité             | Nuance | Nuance | Qualité                                                                                     |
| ---------------- | ---------------- | ------ | -------- | -------------------- | ------ | ------ | ------------------------------------------------------------------------------------------- |
| 2015             | 2021             | 2015   | 2021     | Chantal Brosse       |        | DVD    | Agricultrice à Champdieu, Vice-Présidente du Conseil départemental                          |
| 2015             | 2021             | 2015   | 2021     | Pierre-Jean Rochette |        | DVD    | Chef d'entreprise, maire de Boën-sur-Lignon                                                 |
| 2021             | 2028             | 2021   | en cours | Chantal Brosse       |        | DVD    | Conseillère sortante, 10ème Vice-Présidente, chargée de l'agriculture                       |
| 2021             | 2028             | 2021   | en cours | Pierre-Jean Rochette |        | DVD    | Conseiller sortant, membre d'Agir, sénateur depuis septembre 2023 (groupe Les Indépendants) |

### Résultats détaillés

#### Élections de mars 2015
À l'issue du 1er tour des élections départementales de 2015, trois binômes sont en ballottage : Chantal Brosse et Pierre-Jean Rochette (DVD, 39,16 %), Georges Bernat et Florence Vallot-Perret (DVG, 31,34 %) et Henri Cazenave et Rachel Fayard (FN, 29,51 %). Le taux de participation est de 54,04 % (12 449 votants sur 23 038 inscrits) contre 48,48 % au niveau départemental et 50,17 % au niveau national.
Au second tour, Chantal Brosse et Pierre-Jean Rochette (DVD) sont élus avec 42,07 % des suffrages exprimés et un taux de participation de 56,37 % (5 223 voix pour 12 988 votants et 23 040 inscrits).

#### Élections de juin 2021
Le premier tour des élections départementales de 2021 est marqué par un très faible taux de participation (33,26 % au niveau national). Dans le canton de Boën-sur-Lignon, ce taux de participation est de 36,25 % (8 411 votants sur 23 201 inscrits) contre 30,05 % au niveau départemental. À l'issue de ce premier tour, deux binômes sont en ballottage : Chantal Brosse et Pierre-Jean Rochette (Union à droite, 53,95 %) et Linda Mollon-Lapendry et Étienne Roche (DVG, 26,19 %).
Le second tour des élections est marqué une nouvelle fois par une abstention massive équivalente au premier tour. Les taux de participation sont de 34,36 % au niveau national, 31,31 % dans le département et 37,46 % dans le canton de Boën-sur-Lignon. Chantal Brosse et Pierre-Jean Rochette (Union à droite) sont élus avec 66,21 % des suffrages exprimés (5 422 voix pour 8 693 votants et 23 208 inscrits),,.

## Composition

### Composition avant 2015
Avant le redécoupage cantonal de 2014, le canton de Boën-sur-Lignon regroupait dix-huit communes.
| Nom                         | Code Insee | Codepostal | Superficie (km2) | Population (dernière pop. légale) | Densité (hab./km2) |
| --------------------------- | ---------- | ---------- | ---------------- | --------------------------------- | ------------------ |
| Boën-sur-Lignon (chef-lieu) | 42019      | 42130      | 6,00             | 3 204 (2012)                      | 534                |
| Ailleux                     | 42002      | 42130      | 9,31             | 148 (2012)                        | 16                 |
| Arthun                      | 42009      | 42130      | 13,88            | 540 (2012)                        | 39                 |
| Bussy-Albieux               | 42030      | 42260      | 19,65            | 483 (2012)                        | 25                 |
| Cezay                       | 42035      | 42130      | 10,52            | 200 (2012)                        | 19                 |
| Débats-Rivière-d'Orpra      | 42084      | 42130      | 3,41             | 165 (2012)                        | 48                 |
| L'Hôpital-sous-Rochefort    | 42109      | 42130      | 1,15             | 122 (2012)                        | 106                |
| Leigneux                    | 42119      | 42130      | 4,53             | 409 (2012)                        | 90                 |
| Marcilly-le-Châtel          | 42134      | 42130      | 16,32            | 1 316 (2012)                      | 81                 |
| Marcoux                     | 42136      | 42130      | 15,30            | 772 (2012)                        | 50                 |
| Montverdun                  | 42150      | 42130      | 16,52            | 1 212 (2012)                      | 73                 |
| Pralong                     | 42179      | 42600      | 8,03             | 883 (2012)                        | 110                |
| Sainte-Agathe-la-Bouteresse | 42197      | 42130      | 11,75            | 1 084 (2012)                      | 92                 |
| Saint-Étienne-le-Molard     | 42219      | 42130      | 16,55            | 984 (2012)                        | 59                 |
| Sainte-Foy-Saint-Sulpice    | 42221      | 42110      | 29,12            | 524 (2012)                        | 18                 |
| Saint-Laurent-Rochefort     | 42252      | 42130      | 15,60            | 243 (2012)                        | 16                 |
| Saint-Sixte                 | 42288      | 42130      | 15,35            | 715 (2012)                        | 47                 |
| Trelins                     | 42313      | 42130      | 8,09             | 646 (2012)                        | 80                 |

### Composition depuis 2015
À la suite du redécoupage de 2014, le canton de Boën-sur-Lignon comptait cinquante-cinq communes.
À la suite de la fusion de Chalmazel et Jeansagnière pour former la commune nouvelle de Chalmazel-Jeansagnière au 1er janvier 2016, il comprenait cinquante-quatre communes.
À la suite de la fusion des communes d'Amions, Dancé et Saint-Paul-de-Vézelin pour former la commune nouvelle de Vézelin-sur-Loire et de celle des communes de Julien-la-Vêtre et Saint-Thurin pour former la commune nouvelle de Vêtre-sur-Anzon, au 1er janvier 2019, il comprend désormais cinquante-et-une communes :
| Nom                                     | Code Insee | Intercommunalité             | Superficie (km2) | Population (dernière pop. légale) | Densité (hab./km2) | Modifier                                    |
| --------------------------------------- | ---------- | ---------------------------- | ---------------- | --------------------------------- | ------------------ | ------------------------------------------- |
| Boën-sur-Lignon (bureau centralisateur) | 42019      | CA Loire Forez Agglomération | 6,00             | 3 017 (2022)                      | 503                | modifier les données · modifier les données |
| Ailleux                                 | 42002      | CA Loire Forez Agglomération | 9,31             | 179 (2022)                        | 19                 | modifier les données · modifier les données |
| Arthun                                  | 42009      | CA Loire Forez Agglomération | 13,88            | 526 (2022)                        | 38                 | modifier les données · modifier les données |
| Bully                                   | 42027      | CC des Vals d'Aix et Isable  | 19,03            | 433 (2022)                        | 23                 | modifier les données · modifier les données |
| Bussy-Albieux                           | 42030      | CA Loire Forez Agglomération | 19,65            | 542 (2022)                        | 28                 | modifier les données · modifier les données |
| Cervières                               | 42034      | CA Loire Forez Agglomération | 7,56             | 99 (2022)                         | 13                 | modifier les données · modifier les données |
| Cezay                                   | 42035      | CA Loire Forez Agglomération | 10,52            | 208 (2022)                        | 20                 | modifier les données · modifier les données |
| Chalmazel-Jeansagnière                  | 42039      | CA Loire Forez Agglomération | 53,39            | 448 (2022)                        | 8,4                | modifier les données · modifier les données |
| La Chamba                               | 42040      | CA Loire Forez Agglomération | 5,20             | 44 (2022)                         | 8,5                | modifier les données · modifier les données |
| La Chambonie                            | 42045      | CA Loire Forez Agglomération | 4,42             | 39 (2022)                         | 8,8                | modifier les données · modifier les données |
| Champdieu                               | 42046      | CA Loire Forez Agglomération | 18,20            | 2 035 (2022)                      | 112                | modifier les données · modifier les données |
| Châtelneuf                              | 42054      | CA Loire Forez Agglomération | 8,48             | 354 (2022)                        | 42                 | modifier les données · modifier les données |
| La Côte-Saint-Didier                    | 42217      | CA Loire Forez Agglomération | 31,86            | 519 (2022)                        | 16                 | modifier les données · modifier les données |
| Essertines-en-Châtelneuf                | 42089      | CA Loire Forez Agglomération | 15,20            | 660 (2022)                        | 43                 | modifier les données · modifier les données |
| Grézolles                               | 42106      | CC des Vals d'Aix et Isable  | 5,60             | 236 (2022)                        | 42                 | modifier les données · modifier les données |
| Leigneux                                | 42119      | CA Loire Forez Agglomération | 4,53             | 361 (2022)                        | 80                 | modifier les données · modifier les données |
| Luré                                    | 42125      | CC des Vals d'Aix et Isable  | 6,23             | 137 (2022)                        | 22                 | modifier les données · modifier les données |
| Marcilly-le-Châtel                      | 42134      | CA Loire Forez Agglomération | 16,32            | 1 395 (2022)                      | 85                 | modifier les données · modifier les données |
| Marcoux                                 | 42136      | CA Loire Forez Agglomération | 15,30            | 783 (2022)                        | 51                 | modifier les données · modifier les données |
| Montverdun                              | 42150      | CA Loire Forez Agglomération | 16,52            | 1 287 (2022)                      | 78                 | modifier les données · modifier les données |
| Noirétable                              | 42159      | CA Loire Forez Agglomération | 40,34            | 1 587 (2022)                      | 39                 | modifier les données · modifier les données |
| Nollieux                                | 42160      | CC des Vals d'Aix et Isable  | 6,95             | 187 (2022)                        | 27                 | modifier les données · modifier les données |
| Palogneux                               | 42164      | CA Loire Forez Agglomération | 7,01             | 69 (2022)                         | 9,8                | modifier les données · modifier les données |
| Pommiers-en-Forez                       | 42173      | CC des Vals d'Aix et Isable  | 23,84            | 371 (2022)                        | 16                 | modifier les données · modifier les données |
| Pralong                                 | 42179      | CA Loire Forez Agglomération | 8,03             | 851 (2022)                        | 106                | modifier les données · modifier les données |
| Sail-sous-Couzan                        | 42195      | CA Loire Forez Agglomération | 7,43             | 992 (2022)                        | 134                | modifier les données · modifier les données |
| Saint-Bonnet-le-Courreau                | 42205      | CA Loire Forez Agglomération | 50,18            | 683 (2022)                        | 14                 | modifier les données · modifier les données |
| Saint-Étienne-le-Molard                 | 42219      | CA Loire Forez Agglomération | 16,55            | 1 032 (2022)                      | 62                 | modifier les données · modifier les données |
| Saint-Georges-de-Baroille               | 42226      | CC des Vals d'Aix et Isable  | 15,24            | 452 (2022)                        | 30                 | modifier les données · modifier les données |
| Saint-Georges-en-Couzan                 | 42227      | CA Loire Forez Agglomération | 23,64            | 415 (2022)                        | 18                 | modifier les données · modifier les données |
| Saint-Germain-Laval                     | 42230      | CC des Vals d'Aix et Isable  | 17,08            | 1 594 (2022)                      | 93                 | modifier les données · modifier les données |
| Saint-Jean-la-Vêtre                     | 42238      | CA Loire Forez Agglomération | 16,22            | 310 (2022)                        | 19                 | modifier les données · modifier les données |
| Saint-Julien-d'Oddes                    | 42243      | CC des Vals d'Aix et Isable  | 10,41            | 297 (2022)                        | 29                 | modifier les données · modifier les données |
| Saint-Just-en-Bas                       | 42247      | CA Loire Forez Agglomération | 20,95            | 282 (2022)                        | 13                 | modifier les données · modifier les données |
| Saint-Martin-la-Sauveté                 | 42260      | CC des Vals d'Aix et Isable  | 29,74            | 870 (2022)                        | 29                 | modifier les données · modifier les données |
| Saint-Polgues                           | 42274      | CC des Vals d'Aix et Isable  | 5,77             | 275 (2022)                        | 48                 | modifier les données · modifier les données |
| Saint-Priest-la-Vêtre                   | 42278      | CA Loire Forez Agglomération | 5,17             | 141 (2022)                        | 27                 | modifier les données · modifier les données |
| Saint-Sixte                             | 42288      | CA Loire Forez Agglomération | 15,35            | 683 (2022)                        | 44                 | modifier les données · modifier les données |
| Sainte-Agathe-la-Bouteresse             | 42197      | CA Loire Forez Agglomération | 11,75            | 1 052 (2022)                      | 90                 | modifier les données · modifier les données |
| Sainte-Foy-Saint-Sulpice                | 42221      | CA Loire Forez Agglomération | 29,12            | 565 (2022)                        | 19                 | modifier les données · modifier les données |
| Les Salles                              | 42295      | CC du Pays d'Urfé            | 25,22            | 562 (2022)                        | 22                 | modifier les données · modifier les données |
| Sauvain                                 | 42298      | CA Loire Forez Agglomération | 30,23            | 373 (2022)                        | 12                 | modifier les données · modifier les données |
| Solore-en-Forez                         | 42084      | CA Loire Forez Agglomération | 20,16            | 512 (2022)                        | 25                 | modifier les données · modifier les données |
| Souternon                               | 42303      | CC des Vals d'Aix et Isable  | 17,05            | 275 (2022)                        | 16                 | modifier les données · modifier les données |
| Trelins                                 | 42313      | CA Loire Forez Agglomération | 8,09             | 672 (2022)                        | 83                 | modifier les données · modifier les données |
| La Valla-sur-Rochefort                  | 42321      | CA Loire Forez Agglomération | 8,98             | 103 (2022)                        | 11                 | modifier les données · modifier les données |
| Vêtre-sur-Anzon                         | 42245      | CA Loire Forez Agglomération | 20,25            | 565 (2022)                        | 28                 | modifier les données · modifier les données |
| Vézelin-sur-Loire                       | 42268      | CC des Vals d'Aix et Isable  | 39,36            | 816 (2022)                        | 21                 | modifier les données · modifier les données |
| Canton de Boën-sur-Lignon               | 4202       |                              | 817,31           | 29 888 (2022)                     | 37                 | modifier les données                        |

## Démographie

### Démographie avant 2015
| 1962   | 1968   | 1975   | 1982   | 1990   | 1999   | 2006   | 2011   |
| ------ | ------ | ------ | ------ | ------ | ------ | ------ | ------ |
| 10 834 | 11 148 | 10 934 | 10 907 | 10 937 | 11 172 | 12 231 | 13 494 |

### Démographie depuis 2015
En 2022, le canton comptait 29 888 habitants, en évolution de −0,4 % par rapport à 2016 (Loire : +1,32 %, France hors Mayotte : +2,11 %).
| 2013   | 2018   | 2022   |
| ------ | ------ | ------ |
| 29 917 | 29 926 | 29 888 |